# 宋威龙
宋威龙（1999年3月25日—）出生于辽宁省大连市，中国男演员兼模特。2015年因参演湖南卫视创意实境游戏秀《全员加速中》第六期而被观众熟知；2019年入选福布斯中国“30位30岁以下精英”榜。2020年入选福布斯中国名人榜第45位。

## 早年经历
宋威龙9岁时因为看了李连杰所饰演的电影《少林寺》，产生了要去少林寺学武的想法。在少林寺学习一年多的基本功之后，高中不顾父母反对，离家去读武术学校，梦想成为成龙、吴京一样的武打明星，曾经把武术指导当作自己的理想职业。初中时在快手等网路平台上传自己的影片而成为網紅。之后因为偶然上传的网上影片被摄影师和經紀公司網羅成为平面模特，2015年10月，正式签约东阳欢娱影视，成为于正工作室旗下艺人。

## 演艺经历
2015年10月，宋威龙签约东阳欢娱影视于正工作室。
2015年12月，宋威龙参与湖南卫视创意实境游戏秀节目《全员加速中》，因在第六期“触不到的恋人”中扮演彩虹谷王家少爷王晓被观众所熟知，首次实现从模特跨界演员挑战演技。
2016年1月，宋威龙作为“天天小兄弟”成员之一加入湖南卫视脱口秀节目《天天向上》，在节目中初次亮相的宋威龙就与嘉宾成员一起展示了他的舞蹈处女作，获得颇高人气；3月21日，参演朴熙坤执导的爱情电影《我爱喵星人》，在剧中饰演喵星人；4月25日，与姜潮、张子枫合作主演由张嘉辉监制的青春电影《岁月忽已暮》，在饰演学霸江海；随后，搭档陈都灵、佟大为主演电影《破梦游戏之不醒城》，在片中饰演男主角南极；11月28日，与宋芸桦合作主演青春爱情电影《三好差生》，他在片中饰演了品学兼优的校园风云人物方予可，並憑藉此角色榮获第22届上海国际电影节最受关注新人男演员荣誉；12月30日，民国玄幻爱情剧《半妖倾城Ⅱ》登录芒果TV，宋威龙出演应龙一角，此劇亦是他劇集首秀。
2017年1月21日，根据自天衣有风原著同名小说改编的古装IP电视剧《凤囚凰》宣布在横店开机，宋威龙确认出演男主角容止；2月14日，奇幻爱情网剧《我与你的光年距离》在乐视网独家播出，宋威龙饰演男主角顾世一。4月15日，宋威龙和周雨彤组成“养眼CP”，代表《我与你的光年距离》剧组加盟湖南卫视《快乐大本营》马栏之星特辑，完成成为演员后的个人综艺首秀。
2020年，《下一站是幸福》播出，他在剧中饰演男主角元宋。《以家人之名》也在同年播出，他在剧中饰演男主角凌霄。

## 影视作品

### 电视剧／网络剧
| 首播年份 | 名称                 | 角色   | 備註   |
| -------- | -------------------- | ------ | ------ |
| 2016年   | 《半妖倾城Ⅱ》        | 应龙   | 网络剧 |
| 2017年   | 《我与你的光年距离》 | 顾世一 | 网络剧 |
| 2018年   | 《凤囚凰》           | 容止   |        |
| 2020年   | 《下一站是幸福》     | 元宋   |        |
| 2020年   | 《彼岸花》           | 林和平 |        |
| 2020年   | 《漂亮书生》         | 風承駿 | 网络剧 |
| 2020年   | 《以家人之名》       | 凌霄   |        |
| 2023年   | 《君子盟》           | 張屏   | 网络剧 |
| 2023年   | 《仿生人间》         | 程诺   | 网络剧 |
| 2025年   | 《相思令》           | 玄烈   | 网络剧 |
| 2025年   | 《韶华若锦》         | 江绪   |        |
| 2025年   | 《七根心简》         | 罗韧   | 网络剧 |
| 2025年   | 《骄阳似我》         | 林屿森 |        |
| 待播     | 《千香》             | 雷修远 | 网络剧 |
| 待播     | 《野狗骨头》         | 陳异   |        |

### 电影
| 年份   | 名称               | 角色   | 备注                 |
| ------ | ------------------ | ------ | -------------------- |
| 2018年 | 《破梦游戏》       | 南极   |                      |
| 2019年 | 《我的青春都是你》 | 方予可 |                      |
| 2021年 | 《我爱喵星人》     | 喵星人 | 2016年拍摄，網絡首播 |
| 2021年 | 《岁月忽已暮》     | 江海   | 2016年拍摄，網絡首播 |
| 2023年 | 《念念相忘》       | 楊燚   |                      |

## 獲獎記錄
| 年份   | 頒獎典禮名稱                           | 獎項名稱                 | 獲獎作品       |
| ------ | -------------------------------------- | ------------------------ | -------------- |
| 2017年 | cosmo时尚美丽盛典                      | 年度美丽偶像             |                |
| 2017年 | 周年明星派对暨红人大赏                 | 年度潜力偶像             |                |
| 2017年 | 腾讯视频星光大赏                       | 年度新人                 |                |
| 2017年 | 第14届mahb年度先生盛典                 | 年度潜力演员             |                |
| 2017年 | 唱吧风格音乐大赏暨五周年挚爱颁奖礼     | 年度时尚新偶像           |                |
| 2019年 | 第22届上海国际电影节之电影频道传媒大奖 | 最受传媒关注新人男演员奖 | 我的青春都是你 |
| 2020年 | 今日头条年度盛典                       | 年度最受欢迎演员         |                |
| 2021年 | 2021微博之夜                           | 年度期待演员             |                |

## 社会活动
2016年3月，宋威龙担任悦诗风吟绿色自行车公益骑行成都站的绿色大使，呼吁环保。